# Boxford (hrabstwo Essex)
Boxford – jednostka osadnicza w Stanach Zjednoczonych, w stanie Massachusetts, w hrabstwie Essex.